# Eierkoek
Eierkoeken zijn luchtige, ronde koeken die gemaakt worden van eieren, zoetstof, bloem, rijsmiddel, citroenrasp en zout. Als extra kunnen toevoegingen worden gebruikt, zoals melk en/of rozijnen. De karakteristieke vorm is vlak van onderen en bol van boven. De kleur is goudgeel en de diameter ligt tussen de 10 en de 20 cm.
De voedingswaarde van een eierkoek (100 gram) bestaat uit (waarden kunnen per merk verschillen):
- Energie: 1362 kilojoule (325 kilocalorie)
- Eiwit: 7,5 gram
- Koolhydraten: 65 gram
- Vet: 3,5 gram
- Water: 21 gram
- Zout: 0,1 gram

In 2006 is de verkoop van eierkoek in Nederland vertienvoudigd. Oorzaak is 'dieetgoeroe' Sonja Bakker, die de koek een 'verantwoord tussendoortje' noemt. In Zeeland worden de meeste eierkoeken gegeten; daar besmeert men de vlakke zijde graag met boter.
Bakkerijen voegen ammoniumcarbonaten als rijsmiddel toe om de eierkoeken luchtiger en voller te maken. Wanneer het baksel te warm wordt ingepakt of net uit de oven komt, is daardoor een ammoniakgeur te ruiken.